# 2007年パンアメリカン競技大会
2007年パンアメリカン競技大会（2007ねんパンアメリカンきょうぎたいかい、XV Pan American Games Rio 2007）は、2007年7月13日から7月29日までブラジルのリオデジャネイロで開催された第15回パンアメリカン競技大会である。
大会開催に当たっては2002年に開催された理事会でアメリカ・サンアントニオとの争いとなり、30対21でリオデジャネイロが開催権を獲得した。また9年後のオリンピック招致をにらんで、陸上スタジアムやアリーナ・オリンピカなどの会場を新設した。

## 競技会場
本大会はリオ五輪との想定で会場地を半径25km以内に収めた。
- エスタジオ・ド・マラカナン（開・閉会式、サッカー）
- ジナシオ・ド・マラカナンジーニョ
- エスタジオ・オリンピコ・ジョアン・アベランジェ（陸上競技、サッカー）
- アリーナ・オリンピカ

## 各国・地域のメダル獲得数
| 順 | 国・地域             | 金 | 銀 | 銅 | 計  |
| -- | -------------------- | -- | -- | -- | --- |
| 1  | アメリカ合衆国 (USA) | 97 | 88 | 52 | 237 |
| 2  | キューバ (CUB)       | 59 | 35 | 41 | 135 |
| 3  | ブラジル (BRA)       | 52 | 40 | 65 | 157 |
| 4  | カナダ (CAN)         | 39 | 44 | 55 | 138 |
| 5  | メキシコ (MEX)       | 18 | 24 | 31 | 73  |
| 6  | コロンビア (COL)     | 14 | 20 | 13 | 47  |
| 7  | ベネズエラ (VEN)     | 12 | 23 | 35 | 70  |
| 8  | アルゼンチン (ARG)   | 11 | 16 | 33 | 60  |
| 9  | ドミニカ共和国 (DOM) | 6  | 6  | 17 | 29  |
| 10 | チリ (CHI)           | 6  | 5  | 9  | 20  |